# フェデリコ・ファルコーネ
フェデリコ・マティアス・ファルコーネ（Federico Matías Falcone 、1990年2月21日 - ）は、アルゼンチン・ロサリオ出身のプロサッカー選手。マルタのビルキルカラ所属。ポジションは、フォワード（センターフォワード）。